# 264
Криза Римської імперії у 3 столітті. Період тридцяти тиранів. Правління імператора Галлієна. В імперії триває чума Кипріяна. У Китаї завершується період трьох держав, в Японії триває період Ямато, в Індії період занепаду Кушанської імперії, у Персії править династія Сассанідів.
На території лісостепової України Черняхівська культура. У Північному Причорномор'ї готи й сармати.

## Події
- Антиохійський собор
- Правитель Пальмірського царства Оденат призначає співправителем свого сина Герода.

## Померли
- Цзян Вей